# Сантос, Фаусто дос
Фау́сто дос Са́нтос (порт.-браз. Fausto dos Santos; 28 января 1905, Кодо, Мараньян — 28 марта 1939, Сантус-Думонт) — бразильский футболист, полузащитник. Первого чемпионата мира.

## Биография
Фаусто родился в городе Кодо в штате Минас-Жерайс в бедной семье. Когда он был ещё молодым, его мать Роза Эулина Жудисе дос Сантос, воспитывавшая сыновей Фернандо и Фаусто в одиночестве, переехала в Рио-де-Жанейро. По другим данным, в частности газеты «A Batalha», которая ссылалась на мать футболиста, он родился в Рио-де-Жанейро. Сама же женщина родилась на ферме в Кампус-дус-Гойтаказисе. Будучи ещё совсем юной, она уехала в Энкантадо, пригород Рио-де-Жанейро. Там женщина работала няней, поварихой, занималась стиркой и глажкой. Там же она познакомилась и вышла замуж за местного жителя Мануэла Фаустино дос Сантоса, который умер во второй половине 1910-х годов. Вскоре после смерти главы семейства, они переехали из Энкантадо в район Алдея Камписта, где уже прошло детство футболиста.
В 1926 году Фаусто начал играть в футбол в клубе «Бангу», одновременно числясь работником местной фабрики по производству ткани. 28 марта он дебютировал в составе команды в матче с «Вила Исабел», в котором его команда победила 2:1. 2 мая того же года игрок забил первым мяч за клуб, поразив ворота «Америки» (3:4). Первоначально футболист играл слева в нападении, а затем был переведён в полузащиту. Фаусто провёл в «Бангу» три года, проведя 53 матча и забил 6 голов. Последний матч футболист провёл 21 октября 1928 года против клуба «Сирио». В 1928 году в одном из матчей Фаусто заметил главный тренер «Васко да Гамы», Гарри Уэлфер, который пригласил футболиста в клуб. Тем более полузащитник, который вёл активную богемную жизнь, был очень дружен с Тиноко, игроком «Васко», который также звал его в команду. Главным аргументом Тиноко было то, что в этом клубе «он получил бы большую известность». В «Васко» Фаусто создал одну из самых известных средних линий в истории команды, состоящей из Фаусто, Тиноко и Молой, которая в 1929 году привела клуб к выигрышу чемпионата штата Рио-де-Жанейро. В 1931 году Фаусто был поставлен диагноз — туберкулёз, из-за чего впоследствии он часто пропускал многие матчи. В 1931 году Васко совершил турне по Европе, в котором выиграл 6 игр, сделал одну ничью и потерпел два поражения.
После окончания турне Фаусто и Жагуаре остались в Европе, подписав контракт с «Барселоной», став первыми бразильцами в истории клуба. Дебютной игрой обоих футболистов стал матч против «Атлетика» (5:1). В клубе игрок провёл один сезон, где выступал только в матчах чемпионата Каталонии и кубка региона, не выступая в официальных встречах из-за правил, не позволявших иностранным футболистам играть за клуб в первый год контракта. Этот период карьеры футболиста ещё и сопровождался частными расистскими шутками и высказываниями от партнёров по команде. Всего за клуб он провёл 46 матчей и забил 7 голов. Затем он перешёл в швейцарский клуб «Янг Феллоуз», где провёл только два месяца, одновременно занимаясь лечением болезни. В 1934 году Фаусто возвратился в стан «Васко да Гамы», где провёл два сезона. В 1935 году он перешёл в уругвайский «Насьональ». Первоначально футболист был лидером на поле, но когда уругвайцы узнали, что игрок болен туберкулёзом, то вывели его из команды.
В 1936 году он перешёл во «Фламенго», где дебютировал 2 апреля в матче с «Португезой Деспортос» (3:2). В первый год футболист являлся твёрдым игроком основы команды. Но в 1937 году в клуб пришёл новый главный тренер, Изидор Кюршнер, который применил в новой команде игровую схему 3-2-2-3, которая была основана на очень сильной физической форме футболистов. Фаусто никогда не имел хороших результатов в «физике». Он попросил расторгнуть контракт со «Фламенго», но ему отказали. В результате в 1937 году полузащитник провёл за клуб лишь 3 игры. Однако в 1938 году Фаусто опубликовал открытое письмо, в котором похвалил схему игры, придуманную Кюршнером. Он снова вернулся в состав, где уже играл в центре обороны. Но ему вновь помешал туберкулёз: во время одного из матча он почувствовал себя плохо и начал кашлять с кровью. 15 декабря 1938 года Фаусто сыграл последний матч в карьере; в нём «Менго» сыграл вничью с «Америкой» 2:2. Всего за клуб он провёл 79 матчей (46 побед, 16 ничьих и 17 поражений) и забил 1 гол.
В 1939 году Фаусто хотел вернуться на поле, но врачи «Фламенго» были против. Клуб отправил его в больницу Сан-Себастьяну в Рио-де-Жанейро, а затем санаторий в городе Сантус-Думонт в штате Минас-Жерайс. Последние дни жизни он провёл под опекой монахини Катарины в комнате № 301. Та обучала его христианству и помогала чем могла. В возрасте 34 лет Фаусто не стало. Он был похоронен неподалёку в простой могиле с деревянным крестом и без упоминания имени и дат жизни.

## Международная статистика
| Матчи Фаусто за сборную Бразилии | Матчи Фаусто за сборную Бразилии | Матчи Фаусто за сборную Бразилии | Матчи Фаусто за сборную Бразилии | Матчи Фаусто за сборную Бразилии | Матчи Фаусто за сборную Бразилии | Матчи Фаусто за сборную Бразилии |
| -------------------------------- | -------------------------------- | -------------------------------- | -------------------------------- | -------------------------------- | -------------------------------- | -------------------------------- |
| №                                | Дата                             | Место проведения                 | Оппонент                         | Счёт                             | Голы                             | Турнир                           |
| 1                                | 10 июля 1929                     | Рио-де-Жанейро                   | Ференцварош                      | 2:0                              | -                                | Товарищеский матч                |
| 2                                | 14 июля 1930                     | Монтевидео                       | Югославия                        | 1:2                              | -                                | Чемпионат мира                   |
| 3                                | 22 июля 1930                     | Монтевидео                       | Боливия                          | 4:0                              | -                                | Чемпионат мира                   |
| 4                                | 1 августа 1930                   | Рио-де-Жанейро                   | Франция                          | 3:2                              | -                                | Товарищеский матч                |
| 5                                | 10 августа 1930                  | Рио-де-Жанейро                   | Югославия                        | 4:1                              | -                                | Товарищеский матч                |
| 6                                | 24 февраля 1935                  | Рио-де-Жанейро                   | Ривер Плейт                      | 2:1                              | -                                | Товарищеский матч                |

## Награды и достижения
- Чемпион штата Рио-де-Жанейро: 1929, 1934
- Обладатель Кубка Каталонии: 1932